# Sea Dragon
Sea Dragon (n.đ. Rồng biển) là một dự án tên lửa đẩy quỹ đạo hai tầng hạng siêu nặng được phóng từ dưới biển của Aerojet vào năm 1962, với Robert Truax là người dẫn đầu. Mặc dù đã nhận được một số sự quan tâm từ cả NASA và nhà máy đóng tàu Todd, dự án đến nay vẫn chưa được hiện thực hóa.
Với chiều dài 150 m (490 ft) và đường kính 23 m (75 ft), Sea Dragon sẽ là tên lửa lớn nhất thế giới nếu được chế tạo. Tuy nhiên, về mặt tải trọng khi bay đến quỹ đạo Trái Đất tầm thấp (LEO), nó chỉ ngang bằng với Hệ thống chuyên chở liên hành tinh (Interplanetary Transport System, tiền thân của SpaceX Starship) khi cả hai đều có tải trọng thiết kế là 550 tấn.

## Thiết kế
Ý tưởng cơ bản của Truax là sản xuất một loại bệ phóng hạng nặng với chi phí thấp, một khái niệm hiện gọi là "big dumb booster". Để giảm chi phí vận hành, bản thân tên lửa sẽ được phóng từ đại dương, vốn đòi hỏi rất ít hệ thống hỗ trợ. Một hệ thống két dằn lớn được gắn vào đáy vòi phun hình chuông của tầng thứ nhất dùng để "nâng" tên lửa thẳng đứng cho phi vụ phóng. Theo hướng này, trọng tải ở đầu tầng thứ hai sẽ nằm ngay trên mực nước, giúp dễ dàng cho việc tiếp cận. Truax đã thử nghiệm hệ thống cơ bản này trong các chương trình Sea Bee và Sea Horse. Để giảm giá thành của tên lửa, ông dự định chế tạo nó bằng những vật liệu rẻ tiền, cụ thể là tấm thép dày 8 mm. Tên lửa sẽ được chế tạo tại một công ty đóng tàu ven biển và được kéo ra đại dương để chuẩn bị phóng. Nó sẽ tận dụng những lợi thế kỹ thuật rộng lớn với các vật liệu đơn giản bền chắc để nâng cao hơn nữa độ tin cậy, giảm chi phí và độ phức tạp. Hệ thống này ít nhất sẽ có thể tái sử dụng một phần bằng cách thâm nhập và phục hồi một cách thụ động các phần tên lửa để cho phép cải tạo và phóng lại.
Tầng thứ nhất được cung cấp năng lượng bởi một động cơ đẩy 36.000.000 kgf (350 MN; 79.000.000 lbf) đốt cháy RP-1 và LOX (oxy lỏng). Áp suất bể chứa là 32 atm (3.200 kPa; 470 psi) đối với RP-1 và 17 atm (1.700 kPa; 250 psi) đối với LOX, cung cấp áp suất buồng đốt 20 atm (2.000 kPa; 290 psi) lúc cất cánh. Khi tên lửa bay lên cao, áp suất giảm xuống và cuối cùng đốt cháy hết sau 81 giây. Đến thời điểm này, phương tiện đã đi được 40 km theo chiều cao và 32 km theo chiều ngang, đạt tốc độ 6.437 km/h (0,001788 km/s). Đối với một kế hoạch thông thường, tầng này đã hoàn thành nhiệm vụ và sẽ được xử lý bằng một cuộc lao xuống tốc độ cao ở cự ly khoảng 290 km. Các kế hoạch phục hồi tầng thứ nhất cũng đã được nghiên cứu.
Tầng thứ hai cũng được trang bị một động cơ rất lớn, trong trường hợp này là động cơ đẩy 6.000.000 kgf (59 MN; 13.000.000 lbf) đốt hydro lỏng và LOX. Nó cũng là một dạng động cơ pressure-fed giống tầng thứ nhất, duy trì áp suất không đổi 7 atm (710 kPa; 100 psi) trong suốt quá trình đốt cháy 260 giây. Đến thời điểm đó, phương tiện đã đi được quãng đường 229 km theo chiều cao và 940 km theo chiều ngang. Điểm đặc biệt ở tầng này là vòi phun hình chuông của nó có thể mở rộng được để cải thiện hiệu suất, với tỷ lệ mở rộng thay đổi trong khoảng từ 7:1 đến 27:1 khi bay lên cao. Chiều cao tổng thể của tên lửa cũng được rút ngắn phần nào bằng cách làm nhọn "mũi" của tầng thứ nhất để nó có thể nằm bên trong vòi phun tầng thứ hai.
Một trình tự phóng điển hình bắt đầu bằng việc tên lửa được cải tạo lại rồi ghép chung với hàng hóa và két dằn trên bờ. RP-1 cũng được tải vào thời điểm này. Sau đó, tên lửa sẽ được kéo đến bãi phóng, nơi LOX và LH2 được sản xuất tại chỗ bằng phương pháp điện phân; Truax đề xuất sử dụng một tàu sân bay chạy bằng năng lượng hạt nhân làm nguồn cung cấp năng lượng trong giai đoạn này. Các két dằn, cũng đóng vai trò là nắp đậy và bảo vệ cho vòi phun hình chuông tầng thứ nhất, sau đó sẽ được đổ đầy nước, làm chìm tên lửa theo phương thẳng đứng với tầng thứ hai ở phía trên mực nước. Tiếp theo, các cuộc kiểm tra phút cuối có thể được tiến hành và tên lửa sẽ bắt đầu phóng.
Tên lửa có thể mang trọng tải lên tới 550 tấn (540 tấn Anh; 610 tấn Mỹ) đến LEO. Chi phí tải trọng, vào năm 1963, được ước tính vào khoảng từ 59 USD đến 600 USD mỗi kg (khoảng 500 USD đến 5.060 USD mỗi kg theo thời giá năm 2020). TRW (Space Technology Laboratories) đã tiến hành đánh giá chương trình và thông qua thiết kế cũng như chi phí dự kiến của nó. Tuy nhiên, áp lực ngân sách đã dẫn đến việc đóng cửa Future Projects Branch, chấm dứt công việc chế tạo các bệ phóng siêu nặng mà họ đã đề xuất cho sứ mệnh có người lái lên Sao Hỏa.

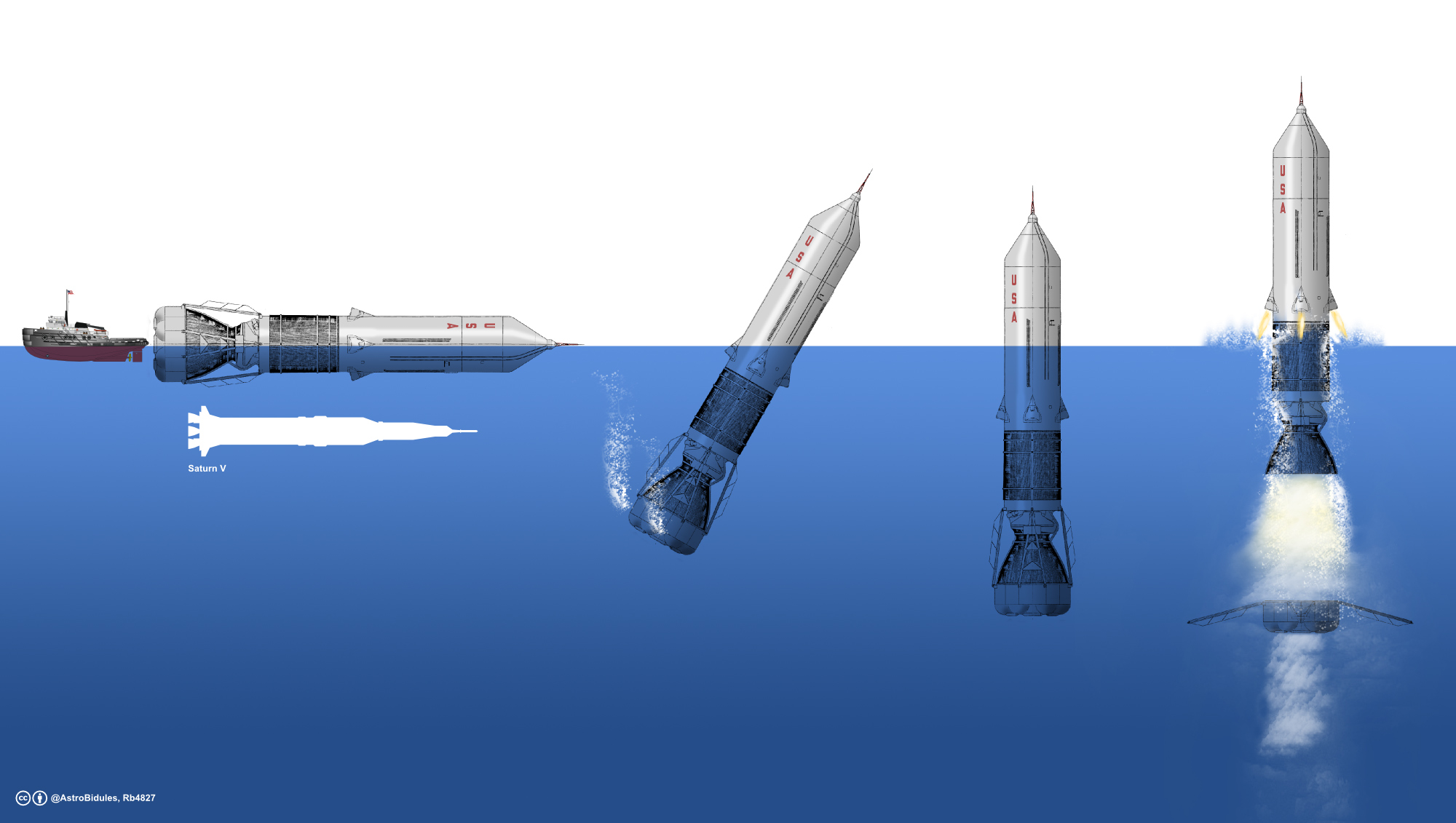
Nguyên lý của Sea Dragon

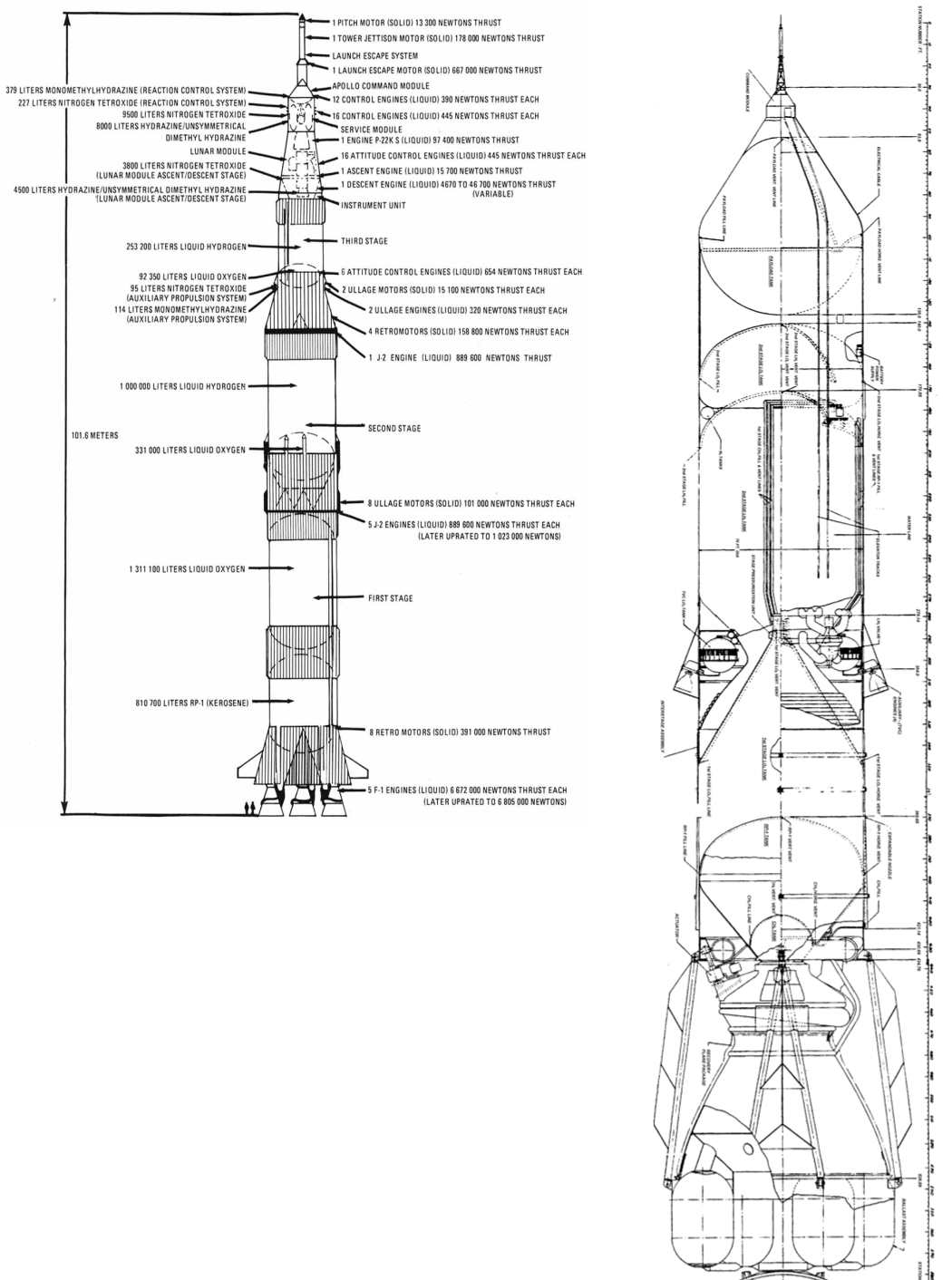
Kết hợp hai bản vẽ kỹ thuật của NASA, tên lửa Saturn V (trái) và tên lửa Sea Dragon, với cùng tỷ lệ. Tầng thứ hai của Saturn V sẽ nằm vừa bên trong động cơ và vòi phun tầng thứ nhất của Sea Dragon.

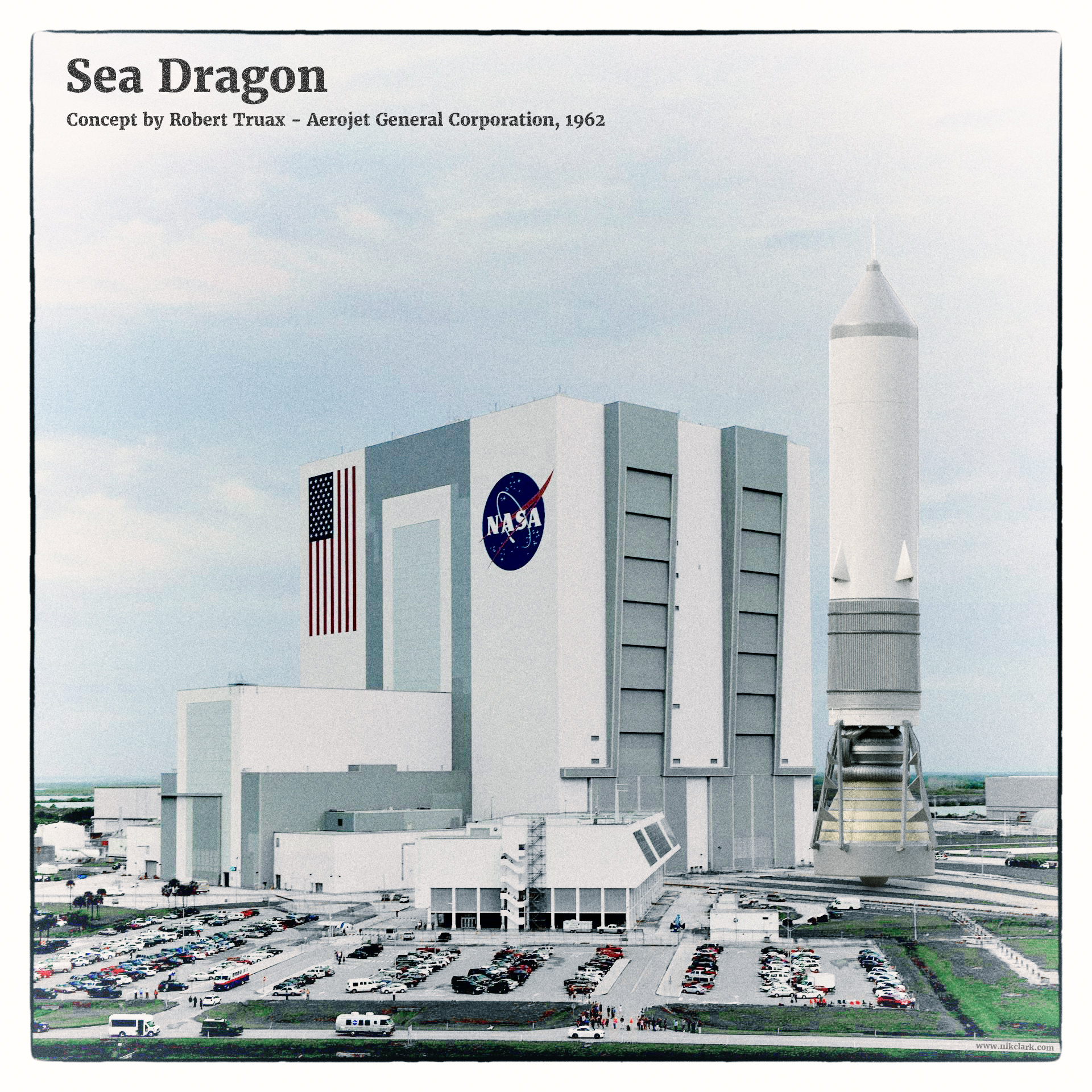
Bức ảnh ghép Sea Dragon đứng trước Tòa nhà Lắp ráp Phương tiện của NASA, với cùng tỷ lệ.

## Sea Dragon trong tác phẩm giả tưởng
Sea Dragon đã xuất hiện trong tập cuối mùa 1 của series Cuộc chiến không gian trên Apple TV+. Loạt phim lấy bối cảnh ở một dòng thời gian lịch sử thay thế, khi kỷ nguyên chạy đua không gian ở thập niên 1960 chưa bao giờ kết thúc. Trong cảnh hậu danh đề diễn ra vào năm 1983, một tên lửa Sea Dragon đang được phóng từ Thái Bình Dương để tiếp tế cho thuộc địa trên Mặt Trăng của Hoa Kỳ. Một phi hành gia nói bằng giọng lồng tiếng rằng phi vụ phóng từ biển sẽ được dùng làm thước đo an toàn vì hàng hoá trên đó bao gồm cả plutoni. Sea Dragon tiếp tục xuất hiện trong mùa 2 của loạt phim, khi tải trọng lớn của nó được dùng để tiếp tế cho căn cứ Mặt Trăng mở rộng và là đối tượng được nhắm đến trong cuộc phong tỏa Mặt Trăng của Liên Xô.